# Manicouaganhalvön
Manicouaganhalvön är en halvö vid Saint Lawrenceflodens norra kust, väster om staden Baie-Comeau i sekundärkommunen Manicouagan i regionen Côte-Nord i provinsen Québec i Kanada. Den ligger mellan Manicouagan- och Outardesflodernas mynningsvikar.
Halvön har ett mycket rikt djurliv med fågel, fisk, plankton och havslevande däggdjur. Det har föreslagits att 700 km² i området ska avsättas som naturskyddsområde.